# St. Lucie County
Das St. Lucie County ist ein County im Bundesstaat Florida der Vereinigten Staaten. Der Verwaltungssitz (County Seat) ist Fort Pierce.

## Geschichte
Das St. Lucie County wurde am 24. Mai 1844 aus Teilen des Brevard County gebildet. Benannt wurde es nach Lucia von Syrakus, einer Heiligen der römisch-katholischen Kirche, die 304 in Sizilien wegen ihres christlichen Glaubens hingerichtet wurde.

## Geographie
Das County hat eine Fläche von 1782 Quadratkilometern, wovon 299 Quadratkilometer Wasserfläche sind. Es grenzt im Uhrzeigersinn an folgende Countys: Martin County, Okeechobee County und Indian River County.
Das St. Lucie County ist Teil der Port St. Lucie, Florida Metropolitan Statistical Area, im allgemeinen Sprachgebrauch auch als Treasure Coast bezeichnet.

## Kultur und Sehenswürdigkeiten

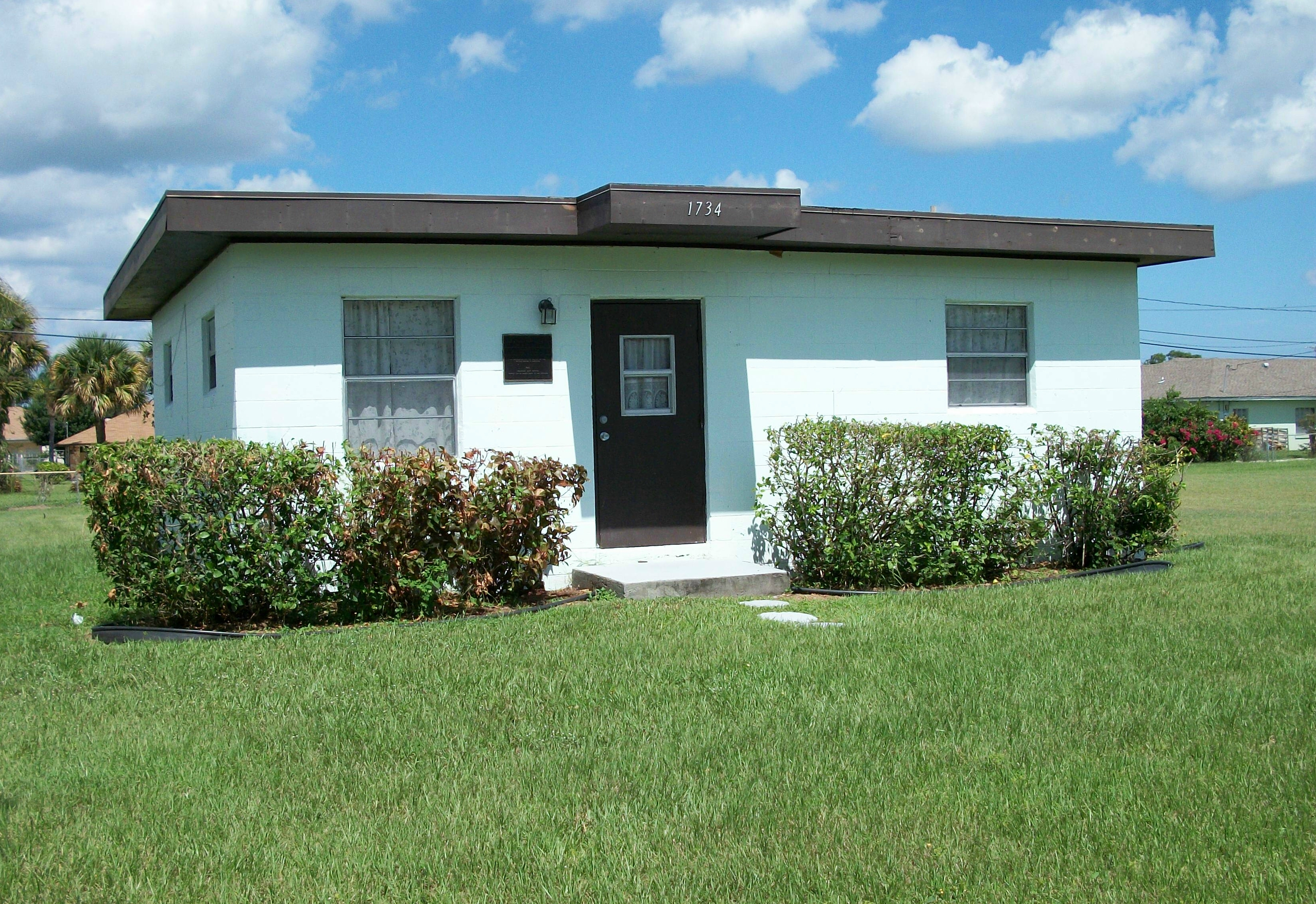
Zora Neale Hurston House in Fort Pierce (2009). Dieses Haus wurde im Jahr 1957 errichtet und war das Heim der afroamerikanischen Schriftstellerin Zora Neale Hurston bis zu ihrem Tod im Jahr 1960. Am 4. Dezember 1991 wurde das Gebäude in das NRHP eingetragen. Am gleichen Tag erhielt es den Status eines National Historic Landmarks zuerkannt.

16 Bauwerke, Stätten und Historic Districts („historische Bezirke“) im St. Lucie County sind im National Register of Historic Places („Nationales Verzeichnis historischer Orte“; NRHP) eingetragen (Stand 9. März 2023), darunter hat das Zora Neale Hurston House den Status eines National Historic Landmarks („Nationales historisches Wahrzeichen“).
Attraktionen
- A.E. „Bean“ Backus Gallery. Diese Galerie an der Indian River Lagoon wurde nach einem berühmten Landschaftskünstler Floridas benannt. Die Galerie hat ungefähr 900 m² Ausstellungsfläche
- FPL's Energy Encounter. Ein Museum, das zeigt, wie Energie die Welt antreibt. In der Ausstellung kann alles angefasst und ausprobiert werden
- Fort Pierce Main Street. Das historische Stadtzentrum ist eine gelungene Mischung zwischen jung und alt.
- IRCC Planetarium. Ein Planetarium, in dem man den Himmel und das Universum erforschen kann.
- St. Lucie County Sports Complex. Ein riesiges Areal auf ca. 40 km². In diesem Stadion führen die New York Mets ihr Frühlingstraining durch.
- Fort Pierce Jai Alai. Das wohl schnellste Ballspiel der Welt.
- The Shell Bazar. Ein Markt, auf dem man alle erdenklichen Andenken kaufen kann. Seit 46 Jahren in Betrieb.
- Veteran’s Memorial Park. 1995 erbaut. Mit seinen Militärflaggen und den Informationsständen gibt er eindrucksvoll die Militärgeschichte der Umgebung wieder.

## Demografische Daten
Nach der Volkszählung im Jahr 2010 lebten im St. Lucie County 277.789 Menschen in 136.690 Haushalten. Die Bevölkerungsdichte betrug 187,3 Einwohner pro Quadratkilometer. Ethnisch betrachtet setzte sich die Bevölkerung zusammen aus 71,8 % Weißen, 19,1 % Afroamerikanern, 0,4 % Indianern und 1,6 % Asian Americans. 4,6 % waren Angehörige anderer Ethnien und 2,6 % verschiedener Ethnien. 16,6 % der Bevölkerung bestand aus Hispanics oder Latinos.
Im Jahr 2010 lebten in 30,5 % aller Haushalte Kinder unter 18 Jahren sowie 35,7 % aller Haushalte Personen mit mindestens 65 Jahren. 69,1 % der Haushalte waren Familienhaushalte (bestehend aus verheirateten Paaren mit oder ohne Nachkommen bzw. einem Elternteil mit Nachkomme). Die durchschnittliche Größe eines Haushalts lag bei 2,53 Personen und die durchschnittliche Familiengröße bei 2,99 Personen.
24,8 % der Bevölkerung waren jünger als 20 Jahre, 22,1 % waren 20 bis 39 Jahre alt, 26,9 % waren 40 bis 59 Jahre alt und 26,3 % waren mindestens 60 Jahre alt. Das mittlere Alter betrug 42 Jahre. 48,9 % der Bevölkerung waren männlich und 51,1 % weiblich.
Das jährliche Durchschnittseinkommen eines Haushalts betrug 43.923 USD, dabei lebten 16,6 % der Bevölkerung unter der Armutsgrenze.
Im Jahr 2010 war englisch die Muttersprache von 80,05 % der Bevölkerung, spanisch sprachen 13,12 % und 6,83 % hatten eine andere Muttersprache.

## Weiterführende Bildungseinrichtungen
- Florida Atlantic University in Port St. Lucie
- Keiser Career Institute in Port St. Lucie
- Indian River Community College in St. Lucie West

## Verkehr
Der ÖPNV im County kann kostenfrei benutzt werden.

## Orte im St. Lucie County
Orte im St. Lucie County mit Einwohnerzahlen der Volkszählung von 2010:
Cities:
- Fort Pierce (County Seat) – 41.590 Einwohner
- Port St. Lucie – 164.603 Einwohner

Town:
- St. Lucie Village – 590 Einwohner

Census-designated places:
- Fort Pierce North – 6.474 Einwohner
- Fort Pierce South – 5.062 Einwohner
- Hutchinson Island South – 5.201 Einwohner
- Indian River Estates – 6.220 Einwohner
- Lakewood Park – 11.323 Einwohner
- River Park – 5.222 Einwohner
- White City – 3.719 Einwohner